# NACRA Sevens 2010
El NACRA Sevens (North America Caribbean Rugby Association) de 2010 fue la séptima edición del principal torneo de rugby 7 de la Confederación Norteamérica de Rugby.
Se disputó del 31 de julio al 1 de agosto en Georgetown, Guyana.

## Fase de grupos

### Primera Fase

#### Grupo A
| Equipo       | Encuentros | Encuentros | Encuentros | Encuentros | Tantos  | Tantos    | Tantos     | Puntos |
| Equipo       | jugados    | ganados    | empatados  | perdidos   | a favor | en contra | diferencia | Puntos |
| ------------ | ---------- | ---------- | ---------- | ---------- | ------- | --------- | ---------- | ------ |
| Jamaica      | 3          | 2          | 0          | 1          | 62      | 13        | +49        | 7      |
| Guyana       | 3          | 2          | 0          | 1          | 60      | 17        | +43        | 7      |
| Islas Caimán | 3          | 2          | 0          | 1          | 41      | 38        | +3         | 7      |
| Santa Lucía  | 3          | 0          | 0          | 3          | 14      | 109       | -95        | 3      |

#### Grupo B
| Equipo                    | Encuentros | Encuentros | Encuentros | Encuentros | Tantos  | Tantos    | Tantos     | Puntos |
| Equipo                    | jugados    | ganados    | empatados  | perdidos   | a favor | en contra | diferencia | Puntos |
| ------------------------- | ---------- | ---------- | ---------- | ---------- | ------- | --------- | ---------- | ------ |
| Trinidad y Tobago         | 4          | 4          | 0          | 0          | 102     | 22        | +80        | 12     |
| México                    | 4          | 3          | 0          | 1          | 65      | 25        | +40        | 10     |
| Bahamas                   | 4          | 2          | 0          | 2          | 86      | 39        | +47        | 8      |
| Barbados                  | 4          | 0          | 1          | 3          | 22      | 82        | -60        | 3      |
| Islas Vírgenes Británicas | 4          | 0          | 1          | 3          | 12      | 119       | -107       | 3      |

### Segunda Fase

#### Grupo C
| Equipo            | Encuentros | Encuentros | Encuentros | Encuentros | Tantos  | Tantos    | Tantos     | Puntos |
| Equipo            | jugados    | ganados    | empatados  | perdidos   | a favor | en contra | diferencia | Puntos |
| ----------------- | ---------- | ---------- | ---------- | ---------- | ------- | --------- | ---------- | ------ |
| Guyana            | 2          | 2          | 0          | 0          | 17      | 5         | +12        | 6      |
| Bahamas           | 2          | 1          | 0          | 1          | 26      | 17        | +9         | 4      |
| Trinidad y Tobago | 2          | 0          | 0          | 2          | 7       | 28        | -21        | 2      |

#### Grupo D
| Equipo       | Encuentros | Encuentros | Encuentros | Encuentros | Tantos  | Tantos    | Tantos     | Puntos |
| Equipo       | jugados    | ganados    | empatados  | perdidos   | a favor | en contra | diferencia | Puntos |
| ------------ | ---------- | ---------- | ---------- | ---------- | ------- | --------- | ---------- | ------ |
| Jamaica      | 2          | 2          | 0          | 0          | 61      | 12        | +49        | 6      |
| México       | 2          | 1          | 0          | 1          | 21      | 14        | +7         | 4      |
| Islas Caimán | 2          | 0          | 0          | 2          | 5       | 61        | -56        | 2      |

### Etapa eliminatoria
|  | Semifinales | Semifinales | Semifinales |         |        | Copa   | Copa | Copa |  |
|  |             |             |             |         |        |        |      |      |  |
|  |             |             |             |         |        |        |      |      |  |
|  | Guyana      | Guyana      | 19          |         |        |        |      |      |  |
|  | Guyana      | Guyana      | 19          |         |        |        |      |      |  |
|  | México      | México      | 4           |         |        |        |      |      |  |
|  | México      | México      | 4           |         | Guyana | Guyana | 22   |      |  |
|  |             |             |             |         | Guyana | Guyana | 22   |      |  |
|  |             |             | Jamaica     | Jamaica | 17     |        |      |      |  |
|  | Jamaica     | Jamaica     | Jamaica     | Jamaica | 17     | 17     |      |      |  |
|  | Jamaica     | Jamaica     |             |         |        | 17     |      |      |  |
|  | Bahamas     | Bahamas     | 7           |         |        |        |      |      |  |
|  | Bahamas     | Bahamas     | 7           |         |        |        |      |      |  |
|  |             |             |             |         |        |        |      |      |  |

| Bandera de Guyana |
| Campeón Guyana    |
| 4.to título       |